# Ratimir
Ratimir je bio knez Panonske Hrvatske u prvoj polovici 9. stoljeća.

## Životopis
Nakon bijega Ljudevita Posavskoga (822.) posavska Hrvatska je ponovno pala pod franačku vlast. Godine 827. protiv Franaka se digao bugarski knez Omurtag. Njima su se pridružili posavski Hrvati na čelu s banom Ratimirom. Nakon pobjede nad Francima Ratimir postade knez Panonske Hrvatske koji je priznavao vlast bugarsku.
Bugari su tada brodovima prodrli Dravom do Štajerske, a možda i Koruške. Stoga je car Ludovik I. Pobožni 828. smijenio furlanskoga markgrofa Balderika, a marku podijelio na četiri nove grofovije. Budući da su Bugari u međuvremenu u osvojenim krajevima postavili sebi vjerne vladare, vjerojatno je i Ratimir vladao kao bugarski vazal.
Godine 829. ponovno se spominje bugarsko brodovlje na Dravi, a s franačke strane tada vojsku predvodi budući car Ludovik Njemački. Ipak, Franci ne uspijevaju nadjačati Slavene, čemu vjerojatno pridonose i podjele unutar Franačke nakon što su se protiv Ludovika Pobožnog podigli njegovi sinovi, dok ga 833. nisu zatvorili u samostan, a zemlju podijelili između sebe.
Potom se kod Ratimira sklonio nekadašnji nitranski velikaš Pribina, koji ušao u neprijateljstvo sa svojim bivšim zaštitnikom, franačkim markgrofom Ratbodom. Ratbod je stoga tražio od Ludovika Njemačkog da odobri rat protiv Ratimira, što je ovaj i dozvolio 838. godine. Ratimir je, čini se, našao spas u bijegu, a Pribina je pobjegao u Primorsku Hrvatsku, pa se ponovno pomirio s Ratbodom.
Nakon toga više nije bilo franačkih napada, zbog novih Ludovikovih sukoba s ocem, a onda i s bratom Lotarom. Ratimir je vladao do 838. godine.

## Počasti
- Ulica Ratimirova u Velikoj Gorici.[4]

### Knjige
- Horvat, Rudolf. 1924. Povijest Hrvatske I. Od najstarijeg doba do g. 1657. Tiskara "Merkur". Zagreb.
- Knezović, Oton. 1937. Hrvatska povijest od najstarijeg doba do godine 1918. Jeronimska knjižnica. Zagreb.

### Članci
- Grgin, Borislav. 2007. Primjer selektivnog pamćenja: hrvatski srednjovjekovni vladari u nazivlju ulica i trgova najvažnijih hrvatskih gradova. Povijesni prilozi. Hrvatski institut za povijest. Zagreb. 26 (32): 283–294

## Vanjske poveznice

### Ostali projekti
|  | Wikizvor ima izvorni tekst Povijest Hrvatske I. (R. Horvat)/Ban Ratimir |

| Vladarske titule             | Vladarske titule                   | Vladarske titule   |
| ---------------------------- | ---------------------------------- | ------------------ |
| prethodnik Ljudevit Posavski | knez Panonske Hrvatske 829. – 838. | nasljednik Braslav |